# Diablo III
Diablo III es un videojuego de rol de acción (ARPG), desarrollado por Blizzard Entertainment. Ésta es la continuación de Diablo II y la tercera parte de la serie que fue creada por la compañía estadounidense Blizzard. Su temática es de fantasía oscura y terrorífica. Su aparición fue anunciada el 28 de junio de 2008 en el Blizzard Entertainment Worldwide Invitational en París, Francia. Blizzard anunció que el lanzamiento se realizaría el 15 de mayo de 2012. Fue uno de los lanzamientos más importantes de un videojuego en la historia, vendiendo una cifra de 3,5 millones de copias en 24 horas y 6,3 millones en una semana. Su secuela Diablo IV se anunció en 2019.

## Historia
Los demonios de los Infiernos Abrasadores han deseado invadir el reino de los hombres desde siempre. Para llevar a cabo tal plan maligno, un poderoso grupo de señores demoníacos conocidos como los Males Menores exiliaron de los Infiernos a sus hermanos, los Males Supremos, y los enviaron al mundo de Santuario.
La guerra llegó junto con ellos. Los Demonios Mayores, Diablo, Mefisto y Baal, comenzaron a corromper a los humanos, convirtiéndolos en sirvientes oscuros y envenenando sus mentes con falsas promesas de poder y riquezas. Tenían planeado utilizar dichas almas en la batalla que libraban contra los ángeles de los Cielos Superiores.
Muchos héroes valerosos se agruparon y lograron derrotar a los Males Supremos, aunque la influencia de los demonios dejó marcadas y devastadas varias partes del mundo. Miles de personas murieron, poblados enteros fueron reducidos a cenizas y una nación completa cayó en la ruina cuando la Piedra Ecuménica fue destruida. Esta reliquia ancestral otrora mantuvo a Santuario a salvo de los ejércitos de ángeles y demonios. En la actualidad, como fue hecha añicos, sus poderes de protección han desaparecido.
Pocos sobrevivieron para narrar sus historias y mucha gente de Santuario ni siquiera tiene idea de que existió la Piedra Ecuménica. Ignoran aún el creciente peligro que significa su ausencia y se contentan con arar sus campos y vender sus mercancías en relativa paz. Sin embargo, aquellos que presenciaron la devastación causada por los Males Supremos recuerdan que dos de los Males Menores aún viven en los Infiernos Ardientes… Azmodan, Señor del Pecado y Belial, Señor de las Mentiras. Estos poderosos demonios no han olvidado al mundo de Santuario, pues ha llegado su oportunidad de tomarlo.
Una estrella ha caído del cielo, un terrible augurio que presagia el Juicio Final. Los temerosos habitantes de Santuario buscan respuestas en leyendas y profecías olvidadas. No tienen esperanza alguna contra un ataque a gran escala por parte de los ejércitos del Infierno. Los héroes del pasado han desaparecido o ya no se encuentran entre los vivos.
La trama gira alrededor de los dos demonios menores restantes; Azmodán y Belial. Y un artefacto misterioso que contiene el alma de los demonios ya derrotados y capturados en años antes por los héroes conocido como la "Piedra del Alma negra".

## Jugabilidad
Diablo III es un RPG de acción con un estilo similar a su predecesor, Diablo II , mientras que mantiene muy pocos elementos del Diablo original. Diablo III se enfoca en el juego cooperativo o en equipo. En el modo cooperativo multijugador las partidas tendrán una capacidad máxima de 4 jugadores, a diferencia que en Diablo II eran 8; Blizzard dio como explicación a esto que después de múltiples pruebas y debido a diversos factores concluyeron que 4 jugadores sería el número "perfecto" pues haría que el juego sea más eficiente y más claro. La compañía en un principio utilizó el motor Havok con el fin de obtener un mayor realismo, que más tarde confirmó que no usaría. Los desarrolladores están buscando que el juego corra en un amplio rango de sistemas, y han dicho que DirectX 10 no será necesario. Se lanzó para Windows y Mac OS X.

## Clases
En Diablo III jugarás como una de las cinco clases disponibles y una desbloqueable mediante la compra de la expansión Reaper of Souls. Cada héroe tiene apariencia, estilo, poderes y habilidades distintas, así que tu elección no será meramente estética.
- Bárbaro: El Bárbaro es un guerrero imponente y muy bien armado, un nómada de una tribu que alguna vez vigiló el sagrado Monte Arreat, son errantes salvajes que nunca retroceden del combate cuerpo a cuerpo.

Gracias a su tamaño y fuerza, los bárbaros pueden dominar una lucha con casi cualquier arma y técnica. Los ataques del bárbaro son principalmente cuerpo a cuerpo. Sus veloces tajos diezman en segundos las filas de los enemigos más débiles, mientras los pisotones y embates que sacuden el suelo provocan que hordas de oponentes se tambaleen y revientan la armadura de adversarios aún más poderosos. Son capaces de blandir dos armas de tamaño completo al mismo tiempo, como espadas, martillos o hachas. Asimismo, también tienen la capacidad de emplear enormes (aunque lentas) armas para reducir a sus enemigos a masas sanguinolentas.
Recurso: La furia aumenta en los bárbaros conforme reciben daño y hieren al enemigo. Mientras no están en combate, la Furia se desvanece rápidamente, así que los bárbaros hábiles se mantienen siempre en la lucha, asegurando así que tendrán la capacidad de descargar ataques devastadores.
- Médico Brujo (España) o Santero (Hispanoamérica): El Santero o Médico Brujo esgrime el poder de los espíritus de la Tierra Inconclusa e invoca criaturas de ultratumba, son guerreros espirituales que invocan las almas de los muertos y criaturas reptantes para que lleven a cabo su voluntad.

Al rodearse de zombis y alimañas conjuradas, esta clase ataca a sus enemigos con cráneos explosivos, nubes venenosas y terribles maldiciones. La capacidad de infectar, reducir la velocidad de movimiento y aterrorizar a sus enemigos les proporciona un control inigualable del campo de batalla. Pueden manipular los ataques y movimientos de la oposición con maldiciones debilitantes y hechizos de control de masas; convirtiéndolos en presa fácil para sus hambrientas mascotas. También son capaces de crear campos de fuego y veneno que drenan lentamente la vida de sus oponentes.
Recurso: El maná es un recurso vasto de regeneración lenta. Por esta razón, los santeros deben tener cuidado con los hechizos y maldiciones que utilizan para no agotar su poder y quedar a merced de los ataques del enemigo. Los santeros tienen una amplia reserva de energía que está disponible en todo momento y aumenta conforme a los niveles ganados.
- Mago (España) o Arcanista (Hispanoamérica): Los magos o arcanistas son prodigios de las energía que controlan el tiempo y los elementos en la búsqueda de su destino y de poder, son hechiceros renegados y rebeldes que utilizan sus cuerpos como receptáculos para la energía, renunciando a la senda cuidadosa y tradicional que prefieren los demás usuarios de magia.

Son capaces de manipular todo tipo de fuerzas para desintegrar, quemar y congelar a sus adversarios. También controlan el tiempo y la luz para crear potentes ilusiones, teletransportarse y repeler los ataques del enemigo. Asumen el control de los elementos naturales y los controlan, manejando la energía del entorno, el fuego, feroces relámpagos, descargas de hielo y tornados a su disposición. Aunque físicamente no son tan ágiles o fuertes como otros héroes, esta clase se cubren con magias defensivas.
Recurso: El Poder Arcano  es una energía que fluye dentro del cuerpo de estos hechiceros, y la canalizan como si fuera una extensión de sus cuerpos. Siempre disponen reservas con poder arcano, ya que este se regenera muy rápidamente. Por lo tanto, pueden usar sus habilidades básicas de manera indefinida. Sólo se encuentran en peligro de agotar sus reservas cuando realizan gran cantidad de invocaciones al mismo tiempo.
- Monje: El Monje es un guerrero sagrado, un sirviente de la divinidad cuyo cuerpo ha sido convertido en un arma mortífera.

Olas de sanación, mantras de protección y ataques cargados con energía sagrada son facultades que se encuentran a su disposición. Los monjes descargan veloces ataques con las manos, o con diversas armas bien balanceadas. Al combatir prefieren maniobrabilidad sobre aguante, así que entran y salen de la lucha; evitando batallas prolongadas. Los monjes poseen movilidad táctica inigualable en el campo de batalla. Cualquiera de estos guerreros tiene la capacidad de moverse rápidamente entre el enemigo y alrededor de él, flanqueándole o golpeando sus puntos vitales según lo requiera la situación. 
Recurso: El espíritu se regenera lentamente de dos maneras: uso de habilidades y ataques específicos y el completar combinaciones. Los monjes que atacan en secuencia cuidadosa podrán descargar aluviones cuasi interminables de ataques imbuidos con el poder de su Espíritu. Su funcionamiento es similar a la furia del Bárbaro, a diferencia que en vez de desvanecerse con el tiempo, el espíritu queda intacto al momento de salir de la batalla.
- Cazador de Demonios: Los Cazadores de Demonios son supervivientes de un ataque demoníaco y se han dedicado en cuerpo y alma a una gesta sin fin para librar al mundo de la influencia de las abominaciones que ponen en peligro al mundo de Santuario.

Los cazadores de demonios son vigilantes implacables que ejecutan a sus objetivos con un arsenal de armas a distancia. Toman posición lejos del peligro y utilizan arcos, trampas mortíferas y proyectiles para eliminar a las criaturas que siembran el terror en su mundo. Con disparos de saturación de área, aluviones de flechas y explosivos temporizados a su disposición, los cazadores de demonios son muy buenos para aniquilar grupos de enemigos en formación cerrada. Sin embargo, como los cazadores de demonios se concentran en el combate a distancia, su entrenamiento limitado con armas cuerpo a cuerpo los deja vulnerables cuando se encuentran rodeados. Al cazar grupos de monstruos que les superan en fuerza, los cazadores van preparados. Conducir al enemigo a minas, abrojos o trampas con mandíbulas de acero puede debilitarle, asegurando así que el cazador saldrá victorioso.
Recursos: Odio y disciplina. El odio es casi infinito y se recupera rápidamente, aún en reposo, este recurso aumenta y a medida que él se asesinan monstruos se regenera con mayor velocidad. Lo contrario ocurre con la disciplina, que es precisa para los cazadores en apuros. No sólo se regenera de modo mucho más lento sino que dependen de ella para todos sus movimientos defensivos, como colocar trampas y evadir al enemigo.  Un cuidadoso equilibrio de disciplina y odio es el modo en que los cazadores podrán asegurar su supervivencia.
La siguiente clase, es desbloqueada al comprar la expansión Reaper of Souls:
- Cruzado (España) o Guerrero Divino (Hispanoamérica): Los cruzados son campeones indomables de la fe y la ley. Estas fortalezas vivientes usan corazas impenetrables y monumentales escudos para abrirse paso entre una multitud de enemigos, dejando a su paso un rastro humeante de cadáveres demoníacos.

Las batallas son implacables, pero los cruzados se lanzan a ellas sin dudarlo, sirviéndose de su magia sagrada y su fuerte armadura para conseguir la victoria. Un cruzado bien entrenado es experto en desviar totalmente los ataques, zafándose a menudo de golpes terribles que abatirían a un combatiente de menor aptitud. Si es necesario, pueden sacrificar velocidad y movilidad a cambio de pura fuerza bruta. Sus mayales tritura-huesos y sus imponentes escudos son perfectos para el cuerpo a cuerpo, pero los cruzados no se limitan a extinguir el mal a corta distancia. Cuando uno de estos guerreros de inspiración divina se une a la batalla, un fuego abrasador y una luz cegadora lo siguen, golpeando a grupos enteros de enemigos que osan resistirse a su castigo.
Recurso: Cólera. Cuando los cruzados se preparan para el combate, su cólera aumenta sin prisa pero sin pausa. Cuando matan a sus enemigos, la cólera se desborda.

## Vídeos
Blizzard publicó 2 vídeos el 28 de junio de 2008: el primero es el tráiler que muestra una cinemática representativa del juego y el segundo un vídeo in-game.
El 30 de junio de 2008, Blizzard publicó 3 videos, dos de ellos son del juego en sí y el tercero es uno que expone ilustraciones y personajes.
Los 11 vídeos hasta la fecha están disponibles en la página oficial del juego.

## Modo Incondicional / Héroe Extremo
Al igual que en el modo normal, se elige un personaje con el cual jugar la historia, ya sea en solitario o en grupo. La diferencia radica en que en este modo la muerte es permanente, es decir, que al perder todos los puntos de vida el personaje desaparece para siempre, sin tener posibilidad de comenzar otra vez o ser resucitado por tus compañeros. Junto con esta muerte el personaje pierde todo sus ítems sin posibilidad de recuperarlos. Sin embargo cuando el personaje muere se nos da la opción de "archivar" al héroe, mostrándose en una pestaña en el perfil del usuario, indicando tiempo de juego, oro recolectado, enemigos eliminados y a manos de quien fuimos eliminados. El modo extremo se desbloquea una vez alcanzado el nivel 10 en el modo normal.

## Características
- Runas: En Diablo III puedes asignar puntos a tus habilidades después de actualizar hasta el parche 2.0.3. Las Piedras Rúnicas te proporcionan control sin precedentes sobre tus habilidades y poderes. Puedes cambiar el tipo de daño elemental, la precisión y la cantidad de enemigos que resultan afectados, agregar nuevos efectos debilitantes como reducción de velocidad de movimiento y efectos de aturdimiento; así como alterar la esencia y apariencia de tus habilidades.

- Seguidores: Los seguidores, similares a los mercenarios en Diablo II, son campeones que poseen el valor suficiente para unirse a tu lucha contra los Infiernos Ardientes. Se podrán equipar con armas y armaduras, seleccionar sus habilidades para personalizar su estilo de pelea y los beneficios pasivos que proporcionan. También tienen personalidades bien definidas.

Existen 3 Seguidores en el juego:
-Templario: Se lanza al combate ataviado en armadura pesada y esgrimiendo su arma y escudo. Su imponente silueta y sus gritos de batalla justos provocan que la mayoría de los sirvientes de los Infiernos Ardientes centren su atención en él y no en ti, sin embargo, al luchar, este tiene en mente la aniquilación de sus adversarios y no su instinto de supervivencia. Muchas habilidades están encauzadas a mejorar sus capacidades como tu protector a través de provocaciones, ataques nuevos y efectos de aturdimiento. Cuando desempeña el rol de soporte, Kormac puede aumentar la regeneración de salud y recursos del grupo, o sanarte rápidamente con un destello de luz.
-Canalla (España) o Truhán (Hispanoamérica): Lucha con armas a distancia, lo que le permite mantenerse lejos de las bestias y los cultistas que, después de todo, te toca a ti eliminar. En batalla dispara veloces saetas y flechas contra tus enemigos para inutilizarlos, aturdirlos o causarles daño moderado. Sus habilidades incrementan el daño de tu grupo, además de tener la facultad de inutilizar o envenenar a sus oponentes y evadir ataques. Asimismo, puede obtener la habilidad de alcanzar a múltiples enemigos al unísono con un aluvión de flechas o una saeta explosiva bien colocada.
-Hechicera (España) o Hermetista (Hispanoamérica): En batalla, ofrece apoyo a distancia por medio de hechizos canalizados a través de bastones y otros implementos mágicos para desorientar a sus enemigos y proteger a sus aliados. Su magia de ilusiones no causa grandes cantidades de daño, sino que dobla y alabea las mentes de otros .Conforme gana experiencia, obtiene habilidades que le ayudan a deshabilitar y dispersar a sus atacantes de modo más eficaz (proyectándolos hacia atrás, reduciendo su velocidad de movimiento, o aumentando la cantidad de daño que reciben), así como más hechizos de utilidad o encantamientos de protección que mejoran tus defensas, incrementan la velocidad de tus ataques o reflejan proyectiles.
- Oficios y Artesanos: Conforme conozcas y auxilies a otros individuos durante tus viajes por Santuario, algunos de los Artesanos más talentosos del mundo se unirán a ti. Estos son capaces de dar un buen uso a los materiales que obtengas durante tus aventuras, creando armaduras a la medida o combinando gemas para desbloquear sus poderes. Invierte tiempo y dinero en el entrenamiento de un Artesano, llena sus talleres con materiales de gran calidad y tendrán la capacidad de producir, aumentar o combinar cada vez mejores objetos.

Existen dos Artesanos en el juego:
-Herrero: permite forjar nuevos objetos, puede hacer milagros con el calor y el metal, forjando armas, armaduras, escudos, cinturones, cascos y demás.
-Orfebre o Joyero: Las herramientas y su maestría en gemas le permiten combinar gemas de menor calidad para producir resultados superiores. Por una módica suma de oro, también puede extraer gemas de las ranuras de tu armamento para que puedas reutilizarlas.
- Interacción Fluida: Para hacer más rápido el de por sí frenético ritmo de Diablo, en lugar de guardar puntos de habilidad hasta que llegues al nivel adecuado para crear tu especialización ideal, Diablo III te permite reespecializarte cuando quieras para que puedas experimentar a tu gusto. Podrás compartir objetos entre todos tus personajes si los colocas en tu alijo.

- Clases: Hay cinco clases en Diablo III, en todas las clases de personajes se podrá hacer elección del sexo, ya sea masculino o femenino y cada personaje tendrá de por sí un estilo de juego distinto.
- Jugador Contra Jugador:  En inglés PvP, los jugadores pueden participar en duelos dentro de la capilla carbonizada, una zona diseñada para el combate uno contra uno o todos contra todos.
- Aleatoriedad: Diablo III tiene monstruos distintos, además de que cuentan con diferentes prefijos y habilidades. Los objetos aleatorios en Diablo II son similares a los que aparecen en títulos previos de Diablo. Los nuevos tipos de armas y armamento, como las armas masivas del Bárbaro y los Mojos de los Santeros, se adecúan perfectamente al arsenal existente y proporcionan un toque distintivo.
- Para agilizar el juego, aparecerán "Orbes de vida" al matar ciertos enemigos, estos recuperarán vida en mayor o menor cantidad según su tamaño. La cantidad recuperada será un porcentaje de la vida del jugador. En modo multijugador la recuperación afecta a todos los personajes cercanos al orbe en el momento de su recolección.
- Las partidas multijugador podrán ser de hasta cuatro jugadores, a diferencia de Diablo II, que eran de 8.
- Se perfeccionará el sistema de aleatoriedad, es decir, la distribución de mazmorras y bestias serán diferentes en cada partida jugada.

## Recepción
El requerimiento de conexión permanente a Internet y la carencia de modo multijugador en redes de área local ha sido causa de malestar.
Otras causas de malestar fueron la falta de características en el lanzamiento inicial, como por ejemplo la posibilidad de batallas entre jugadores (PVP), elemento clásico de la saga. Para Diablo III se esperaba que el combate entre jugadores estuviera organizado en un modelo Deathmatch por equipos, pero el 27 de diciembre, el exdirector de desarrollo Diablo III Jay Wilson, anunció que la idea del modo Team Deathmatch se descartaría debido a que no obtuvo el resultado esperado.
Una crítica de parte de los fanes fue la Casa de Subastas con dinero real (que fue cerrada el 18 de marzo de 2014) que permitía a los jugadores la venta de objetos que requerían mucho tiempo de juego para ser obtenidos, lo que permitía a otros jugadores pagar para ganar (del Inglés, "Pay-to-Win").
En 2014 el paquete de expansión Reaper of Souls añade el modo aventura que incluye las fisuras Nefalem y mazmorras aleatorias.

## Expansiones

### DLC Reaper of Souls
Mike Morhaime, CEO de Blizzard informó que el 25 de marzo de 2014 llegaría una expansión de Diablo III llamada Reaper of Souls, donde los personajes podrán subir hasta nivel 70, además se añade una actualización gratuita para Windows y Mac con nuevas funciones.
Reaper of Souls fue lanzado como beta el 25 de marzo de 2014, para Windows y versiones OS X de Diablo III.